# 顾景奇
顾景奇（1966年7月—），男，江苏苏州人，中华人民共和国外交官，曾任中华人民共和国驻泗水总领事，现任中华人民共和国驻光州总领事。

## 生平
1989年，毕业于北京外国语学院亚非语系，进入中华人民共和国外交部工作，先后在外交部亚洲司、驻马来西亚大使馆、外交部干部司、驻洛杉矶总领事馆任职。2006年2月，任驻马来西亚大使馆政务参赞、首席馆员。2011年2月，任外交部参赞。2011年7月，挂职海南省三亚市人民政府副市长。2014年6月，出任中华人民共和国驻伊斯坦布尔总领事。2016年10月，出任中华人民共和国驻泗水总领事。2022年9月，自驻泗水总领事离任，回国任外交部领事司总领事。2024年2月，出任中华人民共和国驻光州总领事。

## 家庭
已婚，有一子。